# Villa del Bosco
Villa del Bosco (Vila dël Bòsch in piemontese) è un comune italiano di 309 abitanti della provincia di Biella in Piemonte.

## Geografia fisica
Il comune si trova nel bacino idrografico del torrente Rovasenda ed è composto da una zona principale dove si trova il capoluogo (Villa del bosco) e la frazione di Ferracane e da un'isola amministrativa dove si trova la frazione di Orbello. Essa è raggiungibile solo attraversando il comune di Sostegno in corrispondenza della frazione di Casa del Bosco.

## Storia

### Simboli
(D.R.P. del 29 luglio 1993)

## Monumenti e luoghi d'interesse

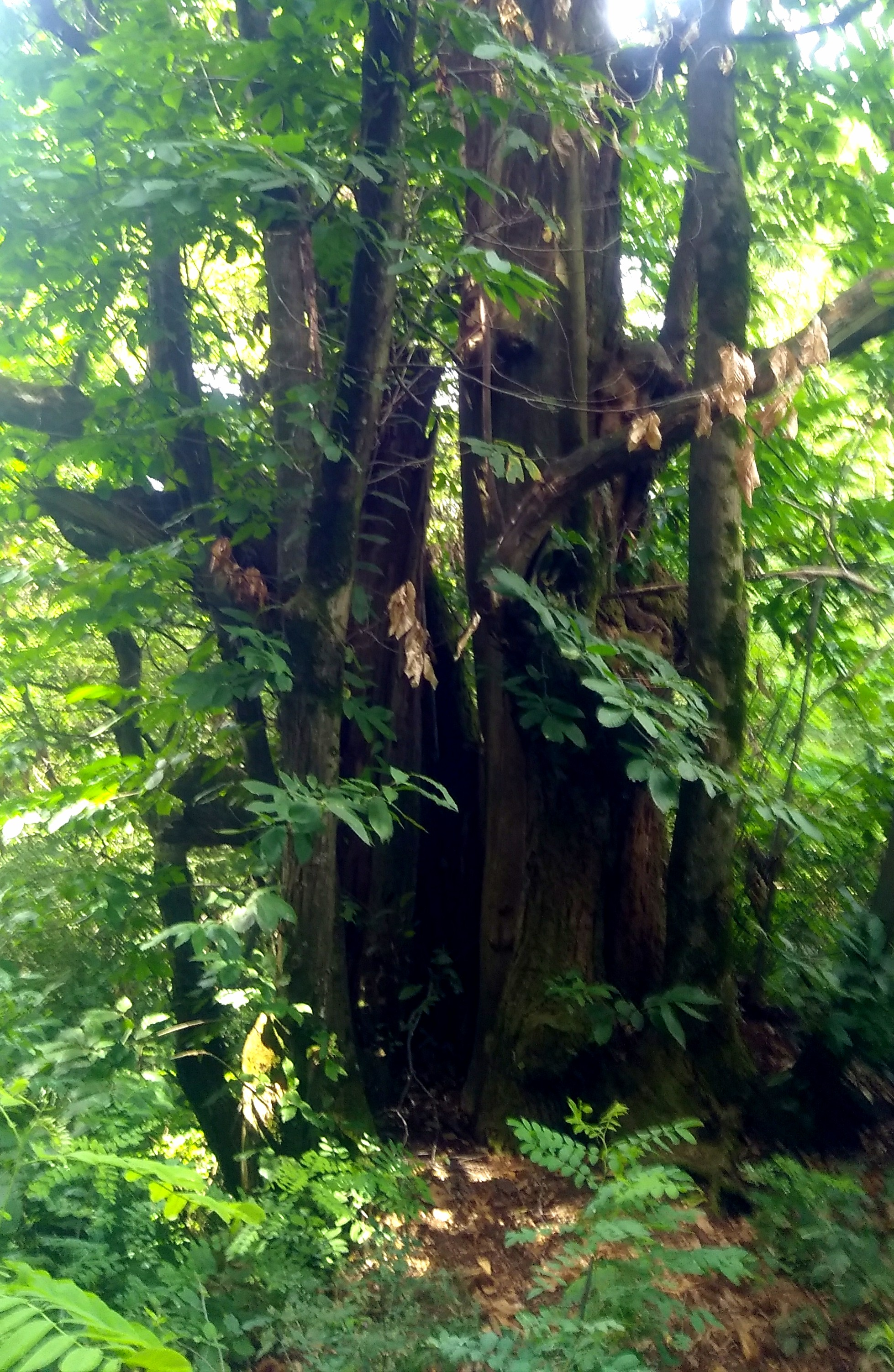
Il castagno plurisecolare presso il cimitero

### Architetture religiose
- Parrocchiale di San Lorenzo, eretta a parrocchia autonoma nel 1500, mentre prima di allora dipendeva da quella di Sostegno.[5]

### Architetture militari
- Castello, la cui presenza è documentata a partire dal 1431. È di proprietà privata.

### Aree naturali
- Alberi monumentali nei pressi del cimitero, tra i quali spicca un castagno plurisecolare.

## Società

### Evoluzione demografica
Abitanti censiti

## Amministrazione
Di seguito è presentata una tabella relativa alle amministrazioni che si sono succedute in questo comune.
| Periodo        | Periodo        | Primo cittadino   | Partito               | Carica  | Note  |
| -------------- | -------------- | ----------------- | --------------------- | ------- | ----- |
| 24 aprile 1995 | 14 giugno 1999 | Antonio Bartolini | lista civica          | Sindaco | [ 7 ] |
| 14 giugno 1999 | 14 giugno 2004 | Giuseppe Peretti  | lista civica          | Sindaco | [ 7 ] |
| 14 giugno 2004 | 8 giugno 2009  | Giuseppe Peretti  | lista civica          | Sindaco | [ 7 ] |
| 8 giugno 2009  | 26 maggio 2014 | Alessandro Todaro | lista civica          | Sindaco | [ 7 ] |
| 25 maggio 2014 | in carica      | Alessandro Todaro | lista civica Bilancia | Sindaco | [ 7 ] |

### Altre informazioni amministrative
Il comune faceva parte dell'unione di comuni della Comunità Collinare tra Baraggia e Bramaterra.